# Mustapha
«Mustapha» (укр. «Мустафа») — пісня та сингл британського рок-гурту «Queen», написана Фредді Мерк'юрі. Пісня була першим треком альбому «Jazz» 1978 року, музичний оглядач «Circus Magazine» класифікував її як "арабський рокер в швидкому темпі".

## Сингл
Пісня «Mustapha» була випущена як сингл в Німеччині, Іспанії, Югославії та Болівії у 1979 році. Б-сторона синглу містила пісню «Dead On Time» у німецьких та іспанських релізах і пісню «In Only Seven Days» у югославських і болівійських релізах. Крім того, у всіх чотирьох версій синглу були різні обкладинки.

## Живе виконання
Тексти композиції написані англійською, арабською та перською тарабарщиною. У живих виступах Фредді Мерк'юрі часто співав вступні вокали пісні «Mustapha» замість складного введення композиції «Bohemian Rhapsody», переходячи від рядка "Allah we'll pray for you" до рядка "Mama, just killed a man…". Іноді гурт виконував майже повну версію пісні на гастролях «Crazy Tour» наприкінці 1979 року та «The Game Tour» у 1980 році, з Мерк'юрі за фортепіано. Під час концертів гурт пропускав другий куплет, переходячи від першого до третього куплету. Також примітно, що ця пісня часто запитувалася аудиторією, як це можна почути в концертному альбомі «Live Killers».
Такі рядки пісні, як «Acthar es na sholei», що означає «Зірка, а не його полум'я» походить з перської мови.

## Музиканти
- Фредді Мерк'юрі — головний вокал, бек-вокал, піаніно;
- Браян Мей — електрогітара;
- Роджер Тейлор — ударні, дзвоники;
- Джон Дікон — бас-гітара.